# Revue générale de l'architecture et des travaux publics
La Revue générale de l'architecture et des travaux publics (1840-1888), dite aussi Revue de l'architecture et des travaux publics, est une revue consacrée à l'architecture, créée en 1840 par César Daly.
Tous les numéros publiés ont été numérisés par la Bibliothèque de la Cité de l'architecture et du patrimoine et sont disponibles sur son portail documentaire.

## Histoire
César Daly fonde la « Revue générale de l'architecture et des travaux publics » en 1840, sa publication est mensuelle.
Dès son origine, elle comporte une table des matières annuelle qui regroupe les sommaires des numéros publiés pendant l'année. Cette « table alphabétique et des matières » est créée par Émile Lavezzari (1832-1887), par ailleurs collaborateur régulier de la revue.
La publication s'arrête en 1888.